# Luitpold van Karinthië
Luitpold van Karinthië, ook Leopold van Beieren genoemd, (ca. 855 - Pressburg (Bratislava), 4 juli 907) was de leidende edelman en militaire aanvoerder in Beieren en de oostelijke marken.
Luitpold werd in 893 aangesteld als markgraaf over Karinthië en Pannonië door Arnulf van Karinthië. In 895 verwierf hij ook graafschappen in Beieren aan de Donau, met inbegrip van Regensburg en de Beierse Nordgau. In 898 versloeg hij het Groot-Moravische Rijk, daarna bouwde Luitpold een versterking aan de Enns om aanvallen uit het oosten te kunnen weerstaan. Rond dit kasteel ontstond de stad Enns. Op 20 november 900 versloeg Luitpold samen met de bisschop van Passau een Hongaarse plunderbende. In 903 werd Luitpold tot hertog van Beieren benoemd (middeleeuwse bronnen noemen hem hertog van Bohemen maar dit is vermoedelijk een kopieerfout, daar "van Bohemen" en "van Beieren" in het Latijn vrijwel identiek zijn). In 906 nam Luitpold deel aan de veldtocht tegen Adalbert van Babenberg, die uiteindelijk leidde tot diens terechtstelling toen hij tijdens onderhandelingen, ondanks een vrijgeleide van Hatto I, de aartsbisschop van Mainz, gevangen werd genomen. 
Luitpold viel in 907 met drie colonnes de Hongaren aan maar ze werden alle drie ingesloten bij Bratislava. In drie aparte veldslagen werden ze vernietigend verslagen.(zie Slag bij Pressburg). Naast Luitpold sneuvelden 3 bisschoppen en 19 graven. De Hongaren vernietigden daarna het Moravische rijk en bezetten het oostelijk deel van het huidige Oostenrijk, tot aan de Enns.
De voorouders van Luitpold zijn onduidelijk. Het is duidelijk dat hij via vrouwelijke familie verwant moet zijn aan keizer Arnulf maar de genealogische reconstructies lijken vergezocht.
Luitpold was getrouwd met Cunigonde, dochter van Berthold, paltsgraaf van Zwaben, die later zou huwen met Koenraad I van Frankenland, zij kregen twee zoons:
- Arnulf
- Berthold